# Unterseeboot 755
L'Unterseeboot 755 ou U-755 est un sous-marin allemand (U-Boot) de type VIIC utilisé par la Kriegsmarine pendant la Seconde Guerre mondiale.
Le sous-marin est commandé le 9 octobre 1939 à Wilhelmshaven (Kriegsmarinewerft), sa quille posée le 11 janvier 1940, il est lancé le 23 août 1941 et mis en service le 3 novembre 1941, sous le commandement de l'Oberleutnant zur See Walter Göing.
Il coule en mai 1943 en mer Méditerranée au large de Majorque, d'un bombardement de l'aviation britannique.

## Conception
Unterseeboot type VII, l'U-755 avait un déplacement de 769 tonnes en surface et 871 tonnes en plongée. Il avait une longueur totale de 67,10 m, un maître-bau de 6,20 m, une hauteur de 9,60 m et un tirant d'eau de 4,74 m. Le sous-marin était propulsé par deux hélices de 1,23 m, deux moteurs diesel Germaniawerft M6V 40/46 de 6 cylindres en ligne de 1 400 cv à 470 tr/min, produisant un total de 2 060 à 2 350 kW en surface et de deux moteurs électriques Brown, Boveri & Cie GG UB 720/8 de 375 cv à 295 tr/min, produisant un total 550 kW, en plongée. Le sous-marin avait une vitesse en surface de 17,7 nœuds (32,8 km/h) et une vitesse de 7,6 nœuds (14,1 km/h) en plongée. Immergé, il avait un rayon d'action de 80 milles marins (150 km) à 4 nœuds (7,4 km/h; 4,6 milles par heure) et pouvait atteindre une profondeur de 230 m. En surface son rayon d'action était de 8 500 milles nautiques (soit 15 700 km) à 10 nœuds (19 km/h).
 L'U-755 était équipé de cinq tubes lance-torpilles de 53,3 cm (quatre montés à l'avant et un à l'arrière) qui contenait quatorze torpilles. Il était équipé d'un canon de 8,8 cm SK C/35 (220 coups) et d'un canon antiaérien de 20 mm Flak. Il pouvait transporter 26 mines TMA ou 39 mines TMB. Son équipage comprenait 4 officiers et 40 à 56 sous-mariniers.

## Historique
Il achève sa période d'entraînement dans la 5. Unterseebootsflottille le 31 juillet 1942 ; il intègre son unité de combat dans la 9. Unterseebootsflottille. À partir du 1er décembre 1942, il est affecté à la 29. Unterseebootsflottille.
Il quitte Kiel pour sa première patrouille sous les ordres du l'Oberleutnant zur See Walter Göing le 4 août 1942. L'U-755 fait partie des bateaux récents rejoignant d'autres U-Boote pour former la nouvelle ligne de patrouille Lohs, à 600 nautiques à l'ouest du canal du Nord, pour détruire des convois. Le sous-marin ne rencontre aucun succès. À la fin août, les bateaux de la meute "de loups gris" Lohs se dirigent vers un secteur situé dans l'ouest des Açores pour se ravitailler. L'U-755 est approvisionné par l'U-462 le (ou autour) du 30 août 1942. 
À partir du 6 septembre 1942, le groupe forme une nouvelle ligne de patrouille, à 400 nautiques du nord-est du cap Race, guettant des convois. Le 9 septembre 1942, l'U-755 torpille et coule le yacht de patrouille américain USS Muskeget, dans le nord-est de Saint-Jean de Terre-Neuve. La totalité des 125 marins meurt dans le naufrage. Après 64 jours en mer, il rejoint son port d'attache de Brest le 6 octobre 1942.
L'U-755 quitte Brest le 1er novembre 1942 pour la Méditerranée. Il passe le détroit de Gibraltar durant la nuit du 9 au 10 novembre 1942. Il rejoint d'autres bateaux qui opèrent contre les navires alliés participant à l'invasion de l'Afrique du Nord. Il arrive à sa nouvelle base de La Spezia.
Sa troisième patrouille se déroule du 27 janvier au 20 février 1943, soit vingt-deux jours de mer. L'U-755 croise au large des côtes algériennes, cherchant des navires de ravitaillement allié. Il lance des attaques sans succès.
Il reprend la mer pour sa quatrième patrouille, du 21 mars au 12 avril 1943, soit vingt-trois jours en mer, longeant les côtes marocaines et algériennes. Le 26 mars 1943 à 2 h 7 du matin, il torpille et envoie par le fond un navire de guerre auxiliaire français dans le nord de Ceuta (Maroc) à la sortie du Détroit de Gibraltar. Le navire se brise en deux et coule en quatre-vingt-dix secondes, emportant 56 des 70 hommes d'équipage. Le 2 avril 1943, il coule un cargo à vapeur français, traînard du convoi TE-20, au nord-nord-est du cap des Trois Fourches (Maroc). Le navire coule en quatre minutes. Parmi les cinquante-quatre marins, un seul survit. Ce dernier est secouru en mer deux jours après le naufrage. L'U-755 rentre à son nouveau port d'attache de Toulon.
Sa cinquième et dernière patrouille commence le 18 mai 1943 au départ de Toulon pour des opérations en Méditerranée occidentale.
 Deux jours après avoir quitté le port, l'U-755 est attaqué par le sous-marin britannique HMS Sickle, dont les torpilles le manquent.

Le 26 mai, un sous-marinier est tué par l'attaque d'un avion Hudson, près de l'île d'Alborán. Endommagé, le sous-marin prend le chemin du retour vers Toulon.
Le 28 mai 1943, l'U-755 est repéré naviguant en surface au nord-nord-ouest de Majorque (Baléares) par un Hudson du Sqn 608 piloté, par le F/O A. K. Ogilvie, basé près d'Alger. L'appareil dispose de roquettes. À la vue de l'avion, l'U-Boot ne plonge pas et tire sur l'Hudson volant en cercles au-dessus de lui. Deux bombes tombent, l'une dans l'eau, l'autre explose le kiosque du sous-marin et troue le compartiment des moteurs diesel. L'U-755 est en flammes. Il envoie un message de détresse. L'équipage évacue ; le sous-marin coule par la poupe, la proue verticalement dressée devant les quarante-huit sous-mariniers dans l'eau. Le bateau coule à la position 39° 58′ N, 1° 41′ E. 
Les survivants nagent vers Majorque, un avion espagnol les repère et après deux nuits dans l'eau, ils sont recueillis par le destroyer espagnol Velasco (de la classe Alsedo).
Les neuf survivants repêchés débarquent à Valence (Espagne). Ils rejoignent l'Allemagne en passant par la France. Trente-neuf hommes d'équipage ainsi que le Commandant sont portés disparus.
C'est le premier U-Boot à être envoyé par le fond par la RAF à l'aide de roquettes.

## Affectations
- 5. Unterseebootsflottille du 3 novembre 1941 au 31 juillet 1942 (Période de formation).
- 9. Unterseebootsflottille du 1er août 1942 au 30 novembre 1942 (Unité combattante).
- 29. Unterseebootsflottille du 1er décembre 1942 au 28 mai 1943 (Unité combattante).

## Commandement
- Kapitänleutnant Walter Göing du 3 novembre 1941 au 28 mai 1943.

## Patrouilles
|       | Commandant          | Départ            | Départ    | Arrivée          | Arrivée   | Jours     | Succès  |
| ----- | ------------------- | ----------------- | --------- | ---------------- | --------- | --------- | ------- |
| 1     | Kptlt. Walter Göing | 4 août 1942       | Kiel      | 6 octobre 1942   | Brest     | 64 jours  | 1 827   |
| 2     | Kptlt. Walter Göing | 1er novembre 1942 | Brest     | 22 novembre 1942 | La Spezia | 22 jours  |         |
| 3     | Kptlt. Walter Göing | 27 janvier 1943   | La Spezia | 20 février 1943  | La Spezia | 25 jours  |         |
| 4     | Kptlt. Walter Göing | 21 mars 1943      | La Spezia | 12 avril 1943    | Toulon    | 23 jours  | 2 075   |
| 5     | Kptlt. Walter Göing | 18 mai 1943       | Toulon    | 28 mai 1943      | Coulé     | 11 jours  |         |
| Total | Total               | Total             | Total     | Total            | Total     | 145 jours | 3 902 t |

Note : Kptlt. = Kapitänleutnant

### OpérationsWolfpack
L'U-755 a opéré avec les Wolfpacks (meute de loups) durant sa carrière opérationnelle.
- Lohs (11 août - 22 septembre 1942)
- Blitz (22-26 septembre 1942)
- Tiger (26-30 septembre 1942)
- Luchs (1er-2 octobre 1942)
- Delphin (4-14 novembre 1942)

## Navires coulés
L'U-755 a coulé 1 navire marchand de 928 tonneaux et 2 navires de guerre auxiliaires totalisant 2 974 tonneaux au cours des 5 patrouilles (145 jours en mer) qu'il effectua.
| Date             | Nom                 | Nationalité                      | Tonnage | Convoi | Fait  | Localisation         |
| ---------------- | ------------------- | -------------------------------- | ------- | ------ | ----- | -------------------- |
| 9 septembre 1942 | USS Muskeget        | US Navy                          | 1 827   | -      | Coulé | 51° 41′ N, 43° 53′ O |
| 26 mars 1943     | FFL Sergent Gouarne | Forces navales françaises libres | 1 147   | -      | Coulé | 36° 01′ N, 2° 29′ O  |
| 2 avril 1943     | Simon Duhamel II    | France libre                     | 928     | TE-20  | Coulé | 36° 01′ N, 2° 29′ O  |